# Hussainpura, Chintamani
Hussainpura là một làng thuộc tehsil Chintamani, huyện Chikkaballapur, bang Karnataka, Ấn Độ.